# Djursholms Ösby
Djursholms Ösby – podmiejska stacja kolejowa na Roslagsbanan, położona w północnym Sztokholmie, w Szwecji. Obsługuje Ösby w Djursholm w Gminie Danderyd i położona jest 6,6 km od dworca Stockholms östra station.
Stacja została otwarta w 1890 roku, gdy linia Djursholmsbanan została otwarta, w miejscu, gdzie ta linia odgałęzia się do Rimbo, i początkowo nazywała się Djursholm. Od 1893 do 1920 nazwa stacji brzmiała Ösby i od tego czasu jest ma obecną nazwę  Djursholms Ösby. Linia została zelektryfikowana w dniu 15 maja 1895 roku. W 1910 roku został otwarty kolejny odcinek, również z tej strony, pierwszy do Altorp, później rozbudowana do Lahäll i Näsbypark. Stacja z ruchem pociągów w czterech kierunkach stała się bardzo obciążona, z około 340 pociągami na dobę na początku lat 50 XX wieku, co czyniło ją jedną z najbardziej ruchliwych stacji kolejowych w Szwecji w tym czasie. 
Oryginalna Djursholmsbanan (linia do Eddavägen) została zamknięta w 1976 r., a w latach 70 i 80 XX wieku całej Roslagsbanan groziło zamknięcie, ale w latach 90 XX w. stacja Djursholms Ösby została całkowicie zmodernizowana. 
Istnieją cztery perony: dwa dla linii Kårsta i Österskär i dwa dla linii Näsbypark. Stary budynek stacji znajduje się w środku pomiędzy peronami i jest obecnie wynajmowany przez prywatnego dzierżawcę. 

## Linie kolejowe
- Roslagsbanan